# Nervilia umenoi
Nervilia umenoi là một loài thực vật có hoa trong họ Lan. Loài này được Fukuy. mô tả khoa học đầu tiên năm 1940.